# Магає Гує
Магає́ Гує́ (фр. Magaye Gueye, нар. 6 липня 1990, Ножан-сюр-Марн) — сенегальський та французький футболіст, фланговий півзахисник клубу «Міллволл».

## Клубна кар'єра
У дорослому футболі дебютував 2008 року виступами за «Страсбур», в якій провів два сезони, взявши участь у 27 матчах чемпіонату. У складі «Страсбура» був одним з головних бомбардирів команди, маючи середню результативність на рівні 0,33 голу за гру першості.
До складу клубу «Евертон» приєднався в червні 2010 року за 1 млн фунтів. Відіграв за клуб з Ліверпуля 24 матчі в національному чемпіонаті.

## Виступи за збірні
2005 року дебютував у складі юнацької збірної Франції, разом з якою грав на юнацькому чемпіонаті Європи 2009 року, де дійшов до півфіналу. Всього взяв участь у 16 іграх на юнацькому рівні, відзначившись 7 забитими голами.
Протягом 2010–2011 років залучався до складу молодіжної збірної Франції. На молодіжному рівні зіграв у 11 офіційних матчах, забив 3 голи.
У червні 2012 року отримав сенегальське громадянство і захищав кольори олімпійської збірної Сенегалу на Олімпійських іграх 2012 року у Лондоні.